# Bürgermeister-Smidt-Brücke

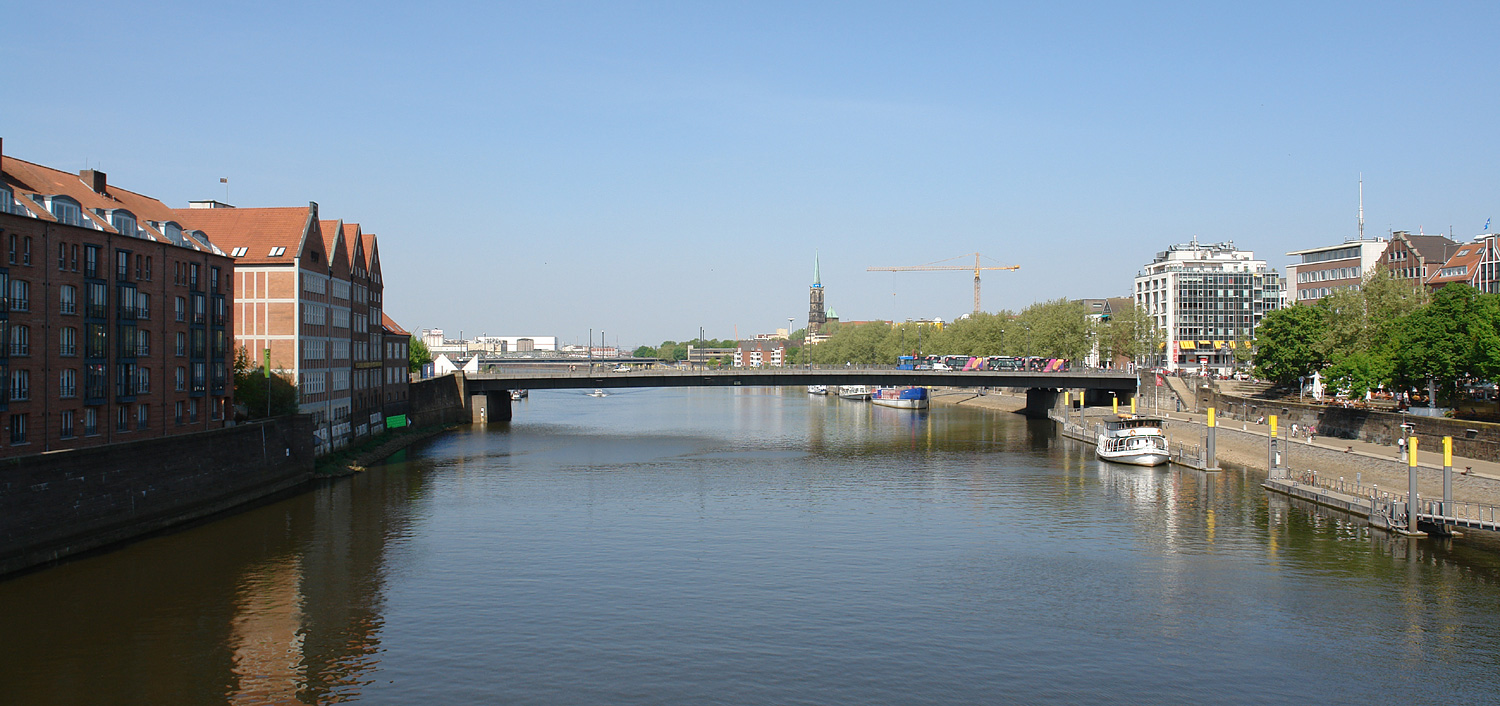
Brücke von Osten zwischen Museum Weserburg und Schlachte mit Kirche St. Stephani

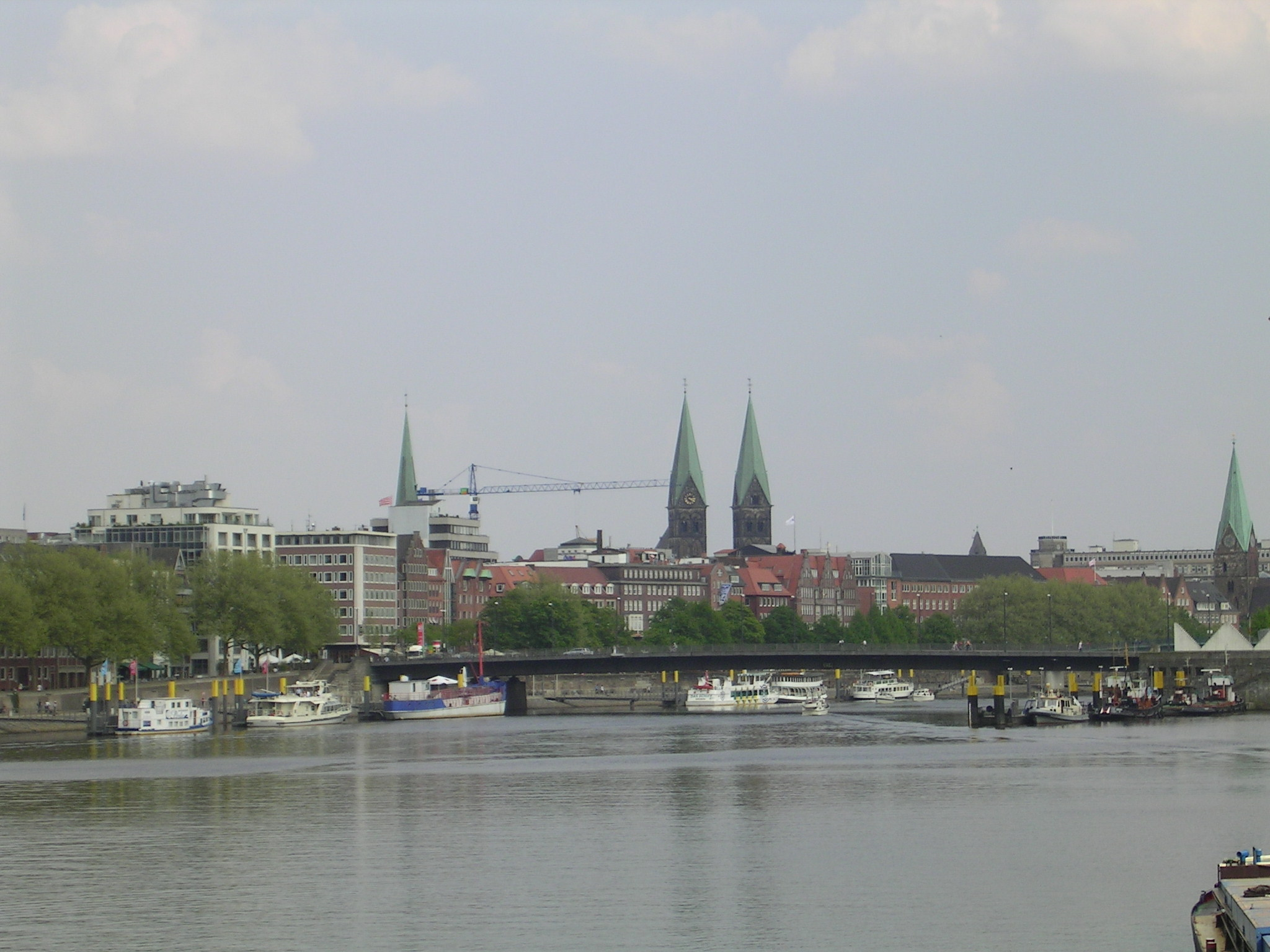
Brücke von Westen gesehen

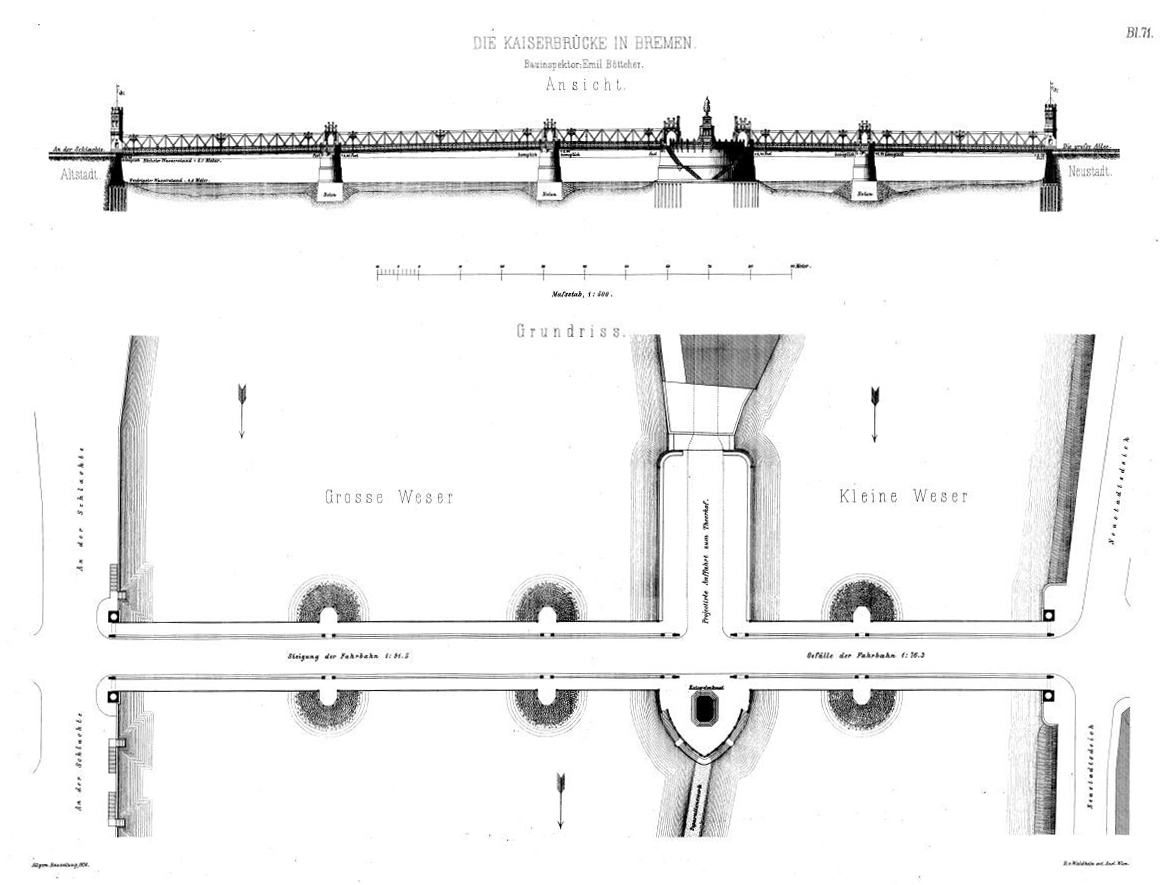
Grundriss der Kaiserbrücke von 1875

Die Bürgermeister-Smidt-Brücke führt im Zentrum von Bremen über die Weser von der Altstadt zur Neustadt.
Von Norden führt die Bürgermeister-Smidt-Straße, vorbei am Platz Am Brill mit der Martinistraße und der Hutfilter-/Obernstraße, an der Langenstraße und an der Schlachte auf die Brücke. Von Süden wird die Bremer Neustadt durch die Langemarckstraße vorbei am Teerhof mit der Brücke verbunden und dabei auch die Kleine Weser überbrückt. Auf Höhe des Teerhofs steht die markante Skulptur Three Triangles.
Die Straßenbahnlinie 1, diverse Buslinien und der Individualverkehr überqueren die Brücke.

## Geschichte
Die erste Weserquerung in Bremen bestand seit 1244; seit 1841 die Große Weserbrücke. Wenig später entstand unterhalb der Großen Weserbrücke eine zweite kleine Weserbrücke, die im Volksmund Börsenbrücke hieß. Es folgte weserabwärts 1865/66 die Eisenbahnbrücke, die auch von Fußgängern genutzt werden konnte.
1869 begann die Planung für eine neue Weserbrücke. Von 1872 bis 1875 wurde die Kaiserbrücke – Vorgängerin der heutigen Bürgermeister-Smidt-Brücke – für den neu angelegten großen Straßenzug vom Hauptbahnhof in die Große Allee der Neustadt gebaut. In der Altstadt wurde dazu der Straßendurchbruch der Kaiserstraße (heute Bürgermeister-Smidt-Straße) erforderlich, der damit die mittelalterliche Langenstraße zertrennte. Diese erste Brücke war eine parallelgurtige Eisen-Fachwerkkonstruktion und überspannte in mehreren Jochen 224 Meter bei 8,50 Metern Breite.
Als die erste Brücke den gewachsenen Beanspruchungen nicht mehr genügte, wurde von 1913 bis 1916 eine zweite Kaiserbrücke geplant und gebaut. Die Bogenbrücke aus Stahl mit einem Mittelpfeiler wurde von der Brückenbauwerkstatt der Friedrich Krupp AG entworfen und von dieser in Gemeinschaft mit dem Düsseldorfer Stahlbau-Unternehmen Hein, Lehmann & Co. ausgeführt. Künstlerischer Berater, vor allem für die seitlichen Brückentore, war der Architekt Emil Högg, damals Direktor des Bremer Gewerbemuseums. Bei der Brücke befand sich auf der Uferpromenade der Schlachte in den 1920er Jahren das Fahrkartenhaus der Schreiber-Reederei.
Die Brücke wurde gegen Ende des Zweiten Weltkriegs am 25. April 1945 gesprengt; Wiederherstellungsversuche misslangen. Bei der Eiskatastrophe auf der Weser vom 16. bis 18. März 1947 wurde nicht nur die provisorische Truman-Brücke bei der Martinikirche zerstört, sondern auch die Hubtürme für den Wiederaufbau der Kaiserbrücke. Alle Verkehrsverbindungen von der Altstadt zur Neustadt waren damit erneut unterbrochen.
Seit 1947 war der Wiederaufbau der Brücke geplant; erst 1950 konnte durch die Baudeputation der Neubau beschlossen werden. Die neue flache Stahlbrücke wurde 1951–1952 erbaut, am 28. Juni 1952 von Wilhelm Kaisen eingeweiht und nach Bürgermeister Johann Smidt als Bürgermeister-Smidt-Brücke benannt. Sie wurde gestaltet nach Plänen von Friedrich Schumacher und Fritz Brandt.
Nachdem die Brücke schon seit 2023 nur eingeschränkt genutzt werden konnte, wurde sie von November 2024 bis voraussichtlich Februar 2025 wegen dringend erforderlicher Sanierungsarbeiten komplett gesperrt.